# Могильщик (монстр-трак)

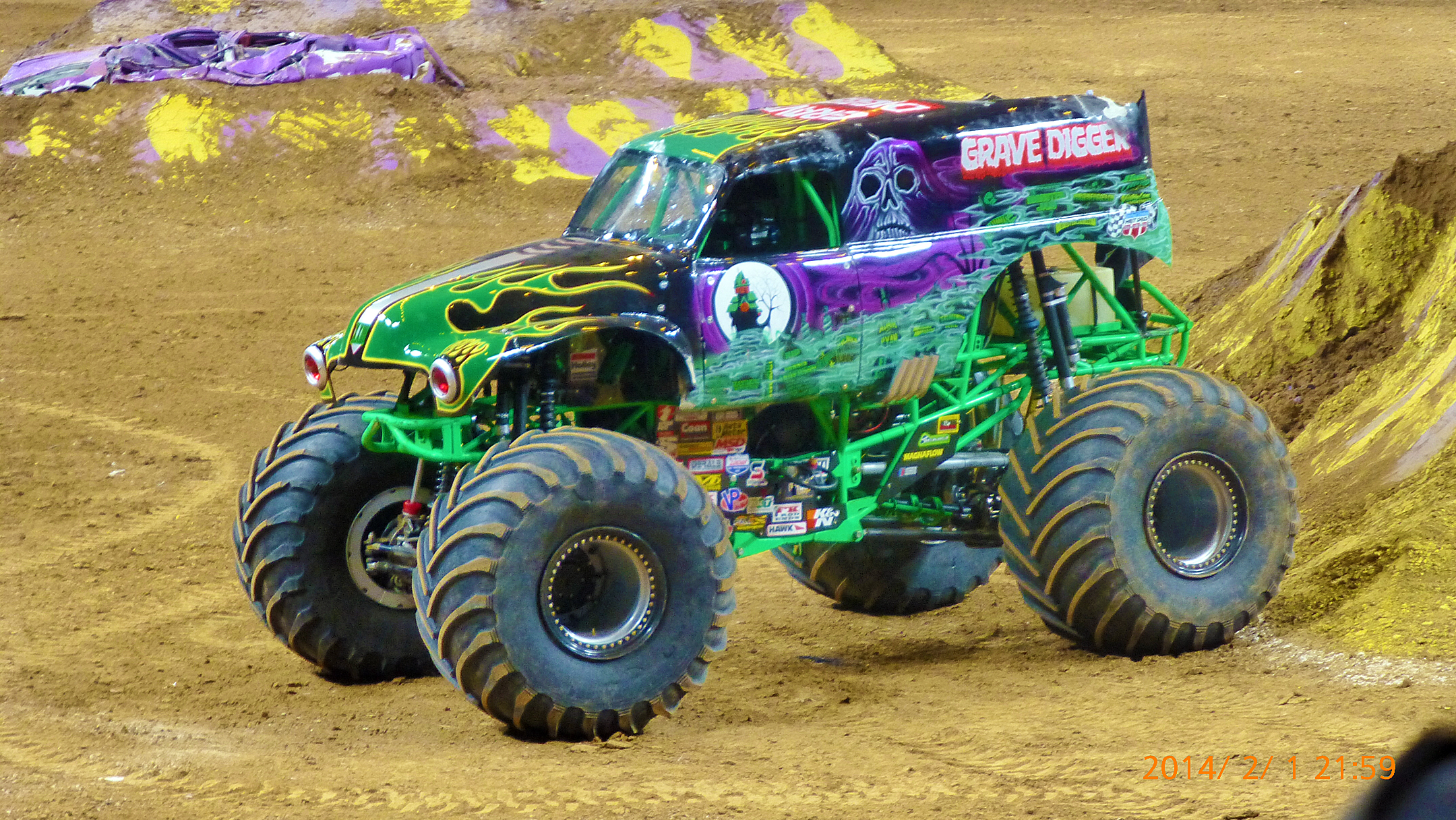
«Могильщик-23» на Monster Jam 2014 в Эдвард-Джонс-Доум, Сент-Луис (Миссури)

«Могильщик», также «Гробокопатель» (англ. Grave Digger) — монстр-трак и одноимённая гоночная команда, выступающие в телешоу Monster Jam. С 1990-х годов одновременно используется несколько таких автомобилей, управляемых разными водителями, что позволяет принимать участие сразу в нескольких мероприятиях. Флагманом и первым собранным экземпляром является монстр-трак Дэнниса Андерсона. «Могильщик» считается одним из самых известных и культовых монстр-траков всех времен.

## История
«Могильщик» появился в 1982 году, когда Деннис Андерсон использовал его для гонок в грязи. Первым автомобилем стал пикап Ford 1952 года красного цвета. Позже его сменил серебряно-голубой фургон Ford 1951 года, из которого и стал первым «Могильщиком». Грузовик получил название, когда Андерсон в споре с коллегами-гонщиками сказал: «Я возьму этот старый хлам и выкопаю с его помощью вам могилу», подразумевая возраст своего пикапа в сравнении с их относительно новыми грузовиками соперников. Андерсон приобрел репутацию гонщика, всегда идущего ва-банк, и быстро завоевал репутацию на местных соревнованиях. На одном из выступлений заявленный монстр-трак не появился, и Андерсон, уже установивший большие тракторные покрышки на свой грузовик, предложил выступить вместо него. Организатор согласился, и «Могильщик» в мгновение достиг успеха как уничтожитель старых автомобилей. Андерсон отказался от гонок в грязи в пользу карьеры водителя монстр-трака.
В 1986 году «Могильщик» был перестроен в полноценный монстр-трак и впервые получил чёрную раскраску с темой кладбища. В 1987 и 1988 годах Андерсон водил трак на разных шоу, в первую очередь, в гонках TNT Motorsports. Он и машина стали любимчиками публики за самоотверженные выступления, несмотря на отсутствие финансовой поддержки, имевшейся у более известных команд, таких как «Бигфут». В 1987 году «Могильщик» победил «Бигфута» в Сент-Поле (Миннесота) на шоу, записанном для канала ESPN. Это была первая крупная победа «Могильщика».
Андерсон создал вторую версию «Могильщика» в 1989 году, использовав фургон Chevrolet 1950 года. Именно в это время появилась система приглашений команд, а популярность грузовика увеличилась. TNT Motorsports признала популярность «Могильщика» и стала активно его рекламировать. Отсутствие «Бигфута» в зачёте чемпионата 1989 года привели к тому, что «Могильщик» стал самым популярным монстр-траком чемпионата.
В 1991 году TNT Motorsports вошла в United States Hot Rod Association (USHRA). Андерсон начал выступать в чемпионате USHRA, выставив свою первую модель с четырёхрычажной подвеской — «Могильщик-3». На протяжении 1990-х годов популярность монстр-трака продолжала расти, что заставило Андерсона построить три дополнительные машины (№ 3, 4 и 8) и нанять для них водителей. Сам Андерсон управлял «Могильщиком-7», прямым наследником третьего, на протяжении почти всего десятилетия. Седьмого сменил «Могильщик-12», известная как «длиннобазный Могильщик» (long wheelbase Digger), ставший первым грузовиком в фиолетовой окраске.
В конце 1998 года Андерсон продал команду PACE Motorsports (в настоящее время — Feld Entertainment). Он продолжал водить монстр-трак, оставаясь самым заметным членом команды, а также занимался подбором водителей и обучением новичков.
Заключительное выступление Андерсона состоялось 14 января 2017 года на Реймонд-Джеймс-стадиум в Тампе (Флорида). 18 сентября 2017 года он объявил о полном уходе из гонок Monster Jam, заявив, однако, что продолжит работу в команде и боксах.

## Достижения

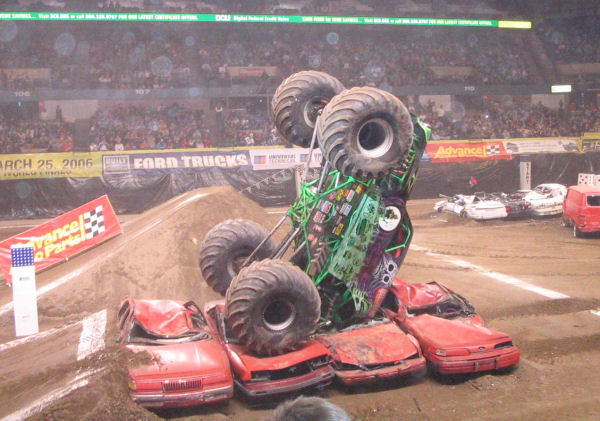
«Могильщик» известен тем, что часто попадает в аварии

- Monster Jam 1999 — чемпион по очкам (Дэннис Андерсон, «Могильщик-12»)
- Monster Jam 2000 — чемпион мира по фристайлу (Дэннис Андерсон, «Могильщик-7»)
- Monster Jam 2002 — чемпион по очкам (Дэннис Андерсон, «Могильщик-14»)
- Monster Jam 2003 — чемпион по очкам (Гари Портер, «Могильщик-12»)
- Monster Jam 2004 — чемпион по очкам (Рэнди Браун, їМогильщик-18")
- Monster Jam 2004 — чемпион мира по гонкам (Дэннис Андерсон, «Могильщик-19»)
- Monster Jam 2006 — чемпион мира по гонкам (Дэннис Андерсон, «Могильщик-20»)
- Monster Jam 2010 — чемпион мира по гонкам (Дэннис Андерсон, «Могильщик-20»)
- Monster Jam 2016 — чемпион Amsoil Series East (Коул Венард, «Могильщик-31»)
- Monster Jam 2016 — чемпион Amsoil Series West (Морган Кейн, «Могильщик-25»)
- Monster Jam 2016 — чемпион FS1 Series (Адам Андерсон, «Могильщик-32»)
- Monster Jam 2016 — чемпион мира по гонкам (Морган Кейн, «Могильщик-25»)
- Monster Jam 2016 — чемпион мира по фристайлу (Адам Андерсон, «Могильщик-32»)
- Monster Jam 2017 — чемпион Triple Threat Series East (Тайлер Menninga, «Могильщик-23»)
- Monster Jam 2017 — чемпион Triple Threat Series West (Коул Венард, «Могильщик-31»)
- Monster Jam 2017 — чемпион Stadium Tour (Чарли Поукен, «Могильщик-27»)
- Monster Jam 2017 — чемпион Arena Tour (Хаффакер Пабло, «Могильщик-28»)
- Monster Jam 2017 чемпион Arena Tour (Рэнди Браун, «Могильщик-29»)
- Monster Jam 2018 — чемпион Stadium Championship Series 2 (Чарли Поукен, «Могильщик-27»)
- Monster Jam 2018 — чемпион Stadium Championship Series 3 (Морган Кейн, «Могильщик-33»)
- Monster Jam 2018 — чемпион Triple Threat Series Central (Тайлер Меннинга, «Могильщик-32»)
- Monster Jam 2018 — чемпион мира по гонкам (Адам Андерсон, «Могильщик-35»)
- Monster Jam 2018 — чемпион Triple Threat Series North (Тайлер Меннинга, «Могильщик-32»)

Гари Портер также выиграл чемпионат WMTRL в 2004 году за рулем «Могильщика-12».

## Автомобили
В общей сложности было построено 34 «Могильщика». В 2018 году используется семь грузовиков.
- «Могильщик-1» — первый автомобиль. Хранится в штаб-квартире команды Digger’s Dungeon. в 2007 году появился на World Finals 8.
- «Могильщик-2» — гоночный грузовик на рессорной подвеске. Установлен перед мастерской.
- «Могильщик-3» — гоночный грузовик. В 2000—2001 перестроен в WCW Nitro Machine, в 2001—2002 — в Inferno. Как Inferno участвовал в соревнованиях до 2007 года.
- «Могильщик-4» — гоночный грузовик на рессорной подвеске, построен Джеком Коберной. Использовался в 1990—1996 годах. В настоящее время выступает под названием Mr. Big.
- «Могильщик-5» — гоночный грузовик, созданный Racesource. Изначально участвовал в соревнованиях как Jus-Show-N Off/Purina Mainstay Ran в 1992—1995 году. Затем шасси было продано Марку и Шерри Уилер и использовалось для Terraduster до 1999 года. После нескольких перепродаж последний раз выступал как Diesel Monster Truck Дейва Радзиреса. Корпус установлен в магазине команде.
- «Могильщик-6» — изначально Street Digger, перестроен как Son-uva Digger для гонок в грязи. Шасси продано и используется на грузовике Bog Hog. Корпус продан паре из Канклтауна (Пенсильвания).
- «Могильщик-7» — гоночный грузовик. Выставлен в штаб-квартире команды Digger’s Dungeon.
- «Могильщик-8» — гоночный грузовик. Экспонировался в Чикаго, в настоящее время установлен перед штаб-квартирой команды Digger’s Dungeon.
- «Могильщик-9» — экскурсионный грузовик. Продан и перестроен в экскурсионный автомобиль Extinguisher.
- Grave Digger Boneyard Boogie — экскурсионный автомобиль, перестроенный Сэмом Стерджесом школьный автобус. Использовался на западе США.
- «Могильщик-10» — гоночный автомобиль, созданный Racesource. Изначально управлялся Пабло Хаффакером, затем переделан в Radical Rescue. Шасси сдано в металлолом.
- «Могильщик-11» — экскурсионный автомобиль, использовался как War Wizard, затем приобретён Рэнди Брауном и в марте 2010 переделан в экскурсионный автомобиль Pure Adrenaline. С 2012 года используется как Grave Digger 30th Anniversary. С 2013 года до настоящего времени вновь используется как экскурсионный «Могильщик».
- «Могильщик-12» — гоночный грузовик, созданный командой. Прекратил выступления в 2010. В 2011 был срочно восстановлен под названием Grave Digger The Legend с Тони Фарреллом за рулём для замены пострадавшего в аварии Son-uva Digger с Райаном Андерсоном. В настоящее время не используется.
- «Могильщик-13» — прозвище для «Могильщика-7», перестроенного для Monster Jam 2000.
- «Могильщик-14» — гоночный грузовик на шасси Patrick Enterprises. Последнее выступление — в 2010 году в Филадельфии под именем Monster Mutt.
- «Могильщик-15» — гоночный грузовик на шасси Racesource. Последнее выступление — в 2008 году.
- «Могильщик-16» — гоночный грузовик на шасси Racesource. Последнее выступление — в 2013 году.
- «Могильщик-17» — автомобиль для дрэг-рейсинга. В настоящее время не используется
- «Могильщик-18» — гоночный грузовик на шасси Patrick Enterprises. Последнее выступление — в 2012 году.
- «Могильщик-19» — гоночный грузовик, созданный командой. Последнее выступление — в 2014 году.
- «Могильщик-19» — гоночный грузовик, созданный командой. Последнее выступление — в 2013 году.
- «Могильщик-21» — гоночный грузовик на шасси Patrick Enterprises. Прекратил выступления. С 2006 до 2012 года был доступен для публики.
- «Могильщик-22» — гоночный грузовик на шасси Patrick Enterprises. Изначально выступал с 2006 до 2008 года как «Бэтман». Последнее выступление — в 2013 году. В 2012 году появился в телесериале Conan.
- «Могильщик-23» — гоночный грузовик на шасси Carroll Racing Development. Последнее выступление — в 2017 году.
- «Могильщик-24» — гоночный грузовик, созданный командой. Последнее выступление — в 2015 году.
- «Могильщик-25» — гоночный грузовик, созданный командой. Последнее выступление — в 2016 году. В 2017 году использовался для обучения новых водителей. Сдан на металлолом.
- «Могильщик-26» — гоночный грузовик, созданный командой. Последнее выступление — в 2016 году.
- «Могильщик-27» — гоночный грузовик на шасси Carroll Racing Development. Водитель — Чарли Поукен.
- «Могильщик-28» — гоночный грузовик на шасси Racesource. Последнее выступление — в 2018 году.
- «Могильщик-29» — гоночный грузовик, созданный командой. Последнее выступление — в 2017 году.
- «Могильщик-30» — гоночный грузовик, созданный командой. Водитель — Брендон Винсон.
- «Могильщик-31» — гоночный грузовик, созданный командой. Водитель — Рэнди Браун.
- «Могильщик-32» — гоночный грузовик, созданный командой. Изначально выступал в сезоне 2014—2015 как Grave Digger The Legend. Водитель — Тайлер Меннинга.
- «Могильщик-33» — гоночный грузовик, созданный командой. Водитель — Морган Кейн.
- «Могильщик-34» — гоночный грузовик на шасси Carroll Racing Development. Водитель — Кристен Андерсон.
- «Могильщик-35» — гоночный грузовик, созданный командой. Водитель — Адам Андерсон.

## Оформление
Происхождение «Могильщика», связанные с грузовиком образы и агрессивное поведение на арене формируют вокруг него ореол таинственности и способствуют популярности. Хотя первые модели были построены на базе автомобилей Ford, стандартным кузовом стал фургон Chevrolet 1950 года. Визуальное оформление: зелёное пламя, истекающие кровью буквы, затянутое туманом кладбище и надгробия с именами соперников, силуэт дома с привидениями на фоне полной луны и гигантский призрак в форме черепа — хотя и менялось на протяжении многих лет, по сути осталось тем же, что в 1986 году, когда появилось впервые.
Характерной особенностью оформления являются красные фары, которые угрожающе сверкают, когда монстр-трак участвует в соревновании. Этот элемент оформления впервые был использован, когда Андерсон строил экскурсионный грузовик на базе школьного автобуса и снял с него красные стоп-сигналы. Поняв, что они соответствуют по размеру фарам фургона, Андерсон установил их на грузовик.

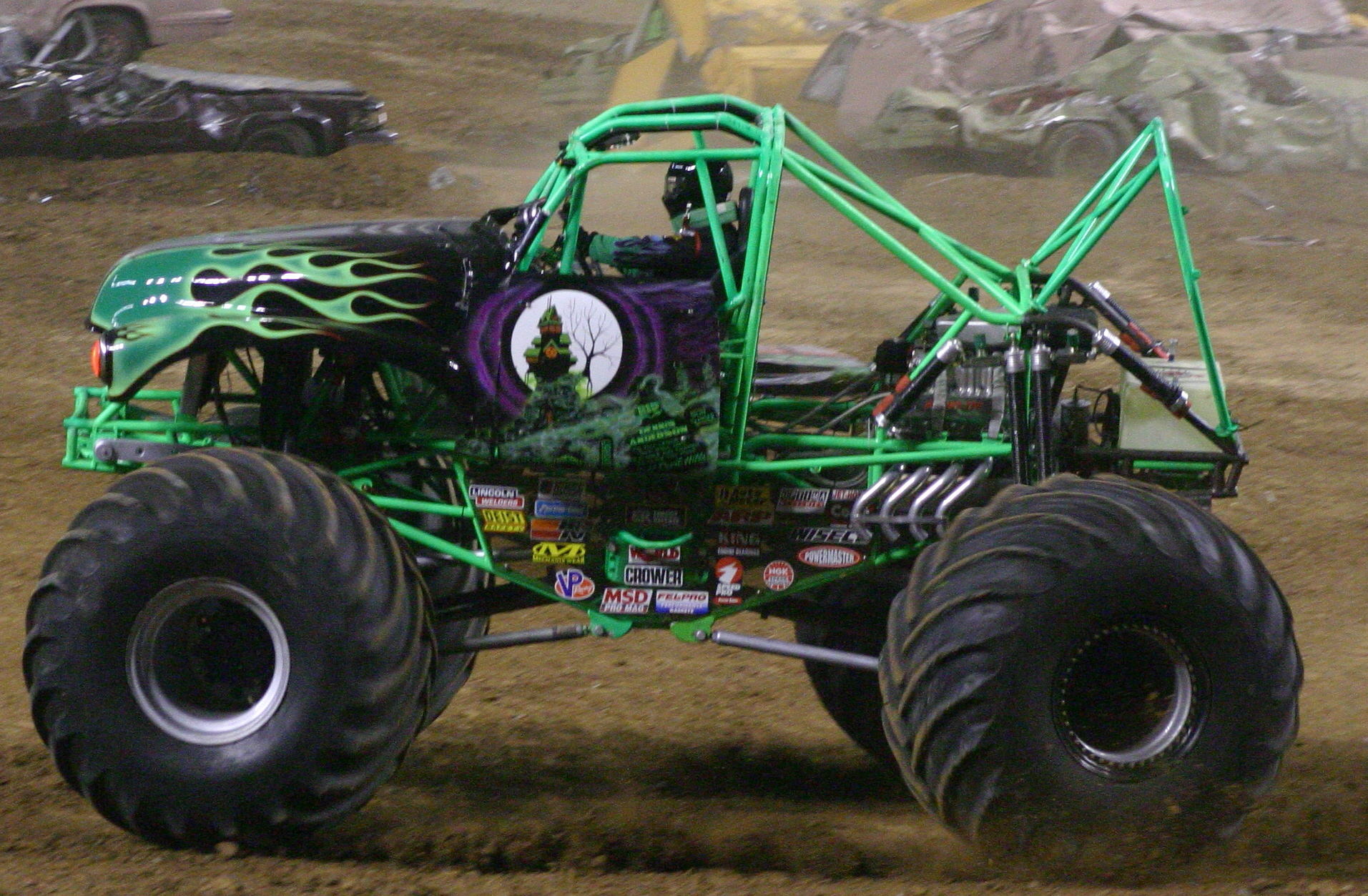
«Могильщик-7» без части панелей кузова

«Могильщик» стал суперзвездой 1980-х и продолжает сохранять высокий интерес болельщиков. В конце 1980-х годов Андерсон получил прозвище «однозаездный Андерсон» (One Run Anderson) за впечатляющие, но часто разрушительные выступления в квалификации, которые развлекали зрителей, но часто оставляли машину за пределами основной программы. С появлением фристайла Андерсон получил возможность развлекать зрителей дикими трюками и одновременно добиваться победы в гонках. В настоящее время «Могильщик», независимо от того, кто им управляет, традиционно выступает во фристайле последним, обеспечивая яркий финал всему шоу. Фристайл часто оканчивается аварией, в которые «Могильщик» попадал больше, чем другие грузовики. Зрители, в основном, любят разрушения, но некоторые критикуют команду за героизацию аварий.
Огромная популярность «Могильщика» сделала его символом Monster Jam и, в некоторых случаях, всех монстр-траков. Много споров вызывает вопрос, отобрал ли «Могильщик» звание самого популярного монстр-трака у «Бигфута». В результате соперничество этих автомобилей является одним из самых упорных, несмотря на то, что их команды не встречались на соревнованиях с конца 1990-х годов.

## Водители

### Действующие
- Адам Андерсон (англ. Adam Anderson)

Чемпион по фристайлу 2008 (Taz)
Чемпион по гонкам 2013, 2014 (Grave Digger The Legend) 2016, 2018 («Могильщик-35»)
В настоящее время водит «Могильщик-35»
Ранее водил: 106.7 The Drive, «Могильщик-20», «Могильщик-23», «Могильщик-26», «Могильщик-30», «Могильщик-32», Vette King, Taz, Grave Digger The Legend
- Кристен Андерсон (англ. Krysten Anderson)

В настоящее время водит «Могильщик-34»
- Морган Кейн (англ. Morgan Kane)

Чемпиона мира по гонкам 2016
В настоящее время водит «Могильщик-33»
Ранее водил: «Могильщик-25»
- Чарли Поукен (англ. Charlie Pauken)

Чемпион мира по фристайлу 2010 (Monster Mutt)
В настоящее время водит «Могильщик-27»
Ранее водил: Excaliber (1988—1998), «Могильщик-14», «Могильщик-15», «Могильщик-20», «Могильщик-22»
- Рэнди Браун (англ. Randy Brown)

В настоящее время водит «Могильщик-31»
Ранее водил: «Могильщик-18», «Могильщик-19», «Могильщик-29», «Могильщик-31»
- Тайлер Меннинга (англ. Tyler Menninga)

В настоящее время водит «Могильщик-31»
Ранее водил: «Могильщик-23», «Могильщик-30», «Могильщик-31»
- Брендон Винсон (англ. Brandon Vinson)

В настоящее время водит «Могильщик-30»
Ранее водил: «Могильщик-31»

### Водители прошлого
- Пабло Хаффакер (англ. Pablo Huffaker)

Выступал с 1993 по 2018 год.
Чемпион мира по фристайлу 2007 (Captain’s Curse)
Водил: «Могильщик-5», «Могильщик-10», «Могильщик-16», «Могильщик-28», Blacksmith, Captain’s Curse, Teenage Mutant Ninja Turtle, Blue Thunder, Wolverine, Dooms Day
- Дэннис Андерсон (англ. Dennis Anderson)

Выступал с 1982 по 2017 год. Руководитель команды.
Чемпион мира по фристайлу 2000
Чемпион по гонкам 2004, 2006, 2010
Водил: «Могильщик-1», «Могильщик-2», «Могильщик-3», «Могильщик-7», «Могильщик-8», «Могильщик-12», «Могильщик-13», «Могильщик-14», «Могильщик-15», «Могильщик-16», «Могильщик-19», «Могильщик-20», «Могильщик-24», «Могильщик-25», «Могильщик-30», «Могильщик-32»
- Джон Циммер (англ. Jon Zimmer)

Выступал с 2013 по 2016 год.
Водил: AMZOil Shock Therapy, «Могильщик-23», «Могильщик-26», Dragon
- Карл Ван Хорн (англ. Carl Van Horn)

Выступал с 2011 по 2017 год.
Водил: Firemouth, Blacksmith, Power Forward, Excaliber, «Могильщик-14», «Могильщик-23», «Бэтман», Son-Uva Digger, «Могильщик-30»
- Колтон Эйчелбергер (англ. Colton Eichelberger)

Выступал в 2015 году.
Водил: Monster Energy, «Могильщик-25», Max-D
- Коул Венард (англ. Cole Venard)

Выступал в 2016 по 2017 год.
Водил: «Могильщик-31», The Black Pearl
- Чед Тинглер (англ. Chad Tingler)

Выступал с 2006 по 2015 год
Водил: Ragin' Steel, Safe Auto Minimizer, «Могильщик-14», «Могильщик-20», «Могильщик-24», Taz, Monster Mutt Dalmatian, Alien Invasion
- Гари Портер (англ. Gary Porter)

Выступал с 2001 по 2014 год
Водил: «Могильщик-7», «Могильщик-12», «Могильщик-25», Carolina Crusher
- Джейсон Чайлдресс (англ. Jason Childress)

Выступал с 2003 по 2005 год
Водил: «Могильщик-7», «Могильщик-14», «Бэтман»
- Род Шмидт (англ. Rod Schmidt)

Выступал с 2002 по 2012 год
Водил: «Могильщик-7», «Могильщик-8», «Могильщик-14», «Могильщик-18», «Могильщик-19», «Могильщик-20», «Могильщик-30», Monster Mutt Rottweiler
- Лес Андерсон (англ. Les Anderson)

Выступал в 1992 году
Водил: Texas Toy, «Могильщик-2»
- Лайл Хенкок (англ. Lyle Hancock)

Выступал с 1992 по 1999 год
Водил: «Могильщик-3», «Могильщик-7», Wrenchead.com, Blue Thunder, Traxxas T-Maxx, Sudden Impact
- Роберт Паркер (англ. Robert Parker)

Выступал на нескольких шоу
Водил: «Могильщик-8», AM/PM Boss, Samson 1, Pouncer, Predator, Prowler, Hyperactive, War Wizard, Ground Pounder, Lone Eagle
- Скотт Понтбрайанд (англ. Scott Pontbriand)

Выступал с 2001 по 2005 год
Водил: «Могильщик-7», «Могильщик-8», «Могильщик-14», Undertaker, Bear Foot, Monster Mutt, Monster Patrol, Stone Cold 3:16
- Тони Фаррелл (англ. Tony Farrell)

Выступал в 1997 году
Водил: Blue Ribbon Bandit, Wild Thing, Sting, Blue Thunder, Grave Digger The Legend
- Чак Джордан (англ. Chuck Jordan)

Выступал на нескольких шоу
Водил: «Могильщик», Survivor, Dirty Dancing, Bi Mart
- Майкл Ватерс (англ. Michael Vaters)

Выступил на «Могильщике» в 1992 году на первом шоу в Атланте
Водил: Black Stallion, «Могильщик», Iron Warrior, Overkill Evolution, Higher Education, Monster Mutt Rottweiler

## Digger’s Dungeon
Штаб-квартира команды, Digger’s Dungeon, находится в Поплар-Бранч (Северная Каролина). Здесь расположен сувенирный магазин, имеется выставка несколько «Могильщиков». Различные детали монстр-траков, пострадавших в авариях, развешаны по всему магазину.
В 2010 году в Digger’s Dungeon прошёл финал соревнований по автомодельному спорту No Limit R/C Monster Truck World Finals, крупнейшего в мире чемпионата среди радиоуправляемых моделей монстр-траков.